# Chase Buchanan
Chase Buchanan (* 4. Juni 1991 in Columbus) ist ein ehemaliger US-amerikanischer Tennisspieler.

## Karriere
Chase Buchanan spielte hauptsächlich auf der ATP Challenger Tour und der ITF Future Tour. Er konnte sechs Einzel- und sieben Doppelsiege auf der ITF Future Tour feiern. Auf der ATP Challenger Tour gewann er drei Doppelturniere. Seine letzten Turniere bestritt er Ende der Saison 2015.

## Erfolge
| Legende (Anzahl der Siege)  |
| Grand Slam                  |
| ATP World Tour Finals       |
| ATP World Tour Masters 1000 |
| ATP World Tour 500          |
| ATP World Tour 250          |
| ATP Challenger Tour (6)     |

### Doppel

#### Turniersiege
| Nr. | Datum              | Turnier         | Belag         | Partner         | Finalgegner                         | Ergebnis          |
| --- | ------------------ | --------------- | ------------- | --------------- | ----------------------------------- | ----------------- |
| 1.  | 23. November 2013  | Toyota          | Teppich (i)   | Blaž Rola       | Marcus Daniell Artem Sitak          | 4:6, 6:3, [10:4]  |
| 2.  | 5. Juli 2014       | Manta           | Hartplatz     | Peter Polansky  | Luis David Martínez Eduardo Struvay | 6:4, 6:4          |
| 3.  | 3. Mai 2015        | São Paulo       | Sand          | Blaž Rola       | Guido Andreozzi Sergio Galdós       | 6:4, 6:4          |
| 4.  | 20. September 2015 | Cary            | Hartplatz     | Blaž Rola       | Austin Krajicek Nicholas Monroe     | 6:4, 6:75, [10:4] |
| 5.  | 26. September 2015 | Columbus        | Hartplatz     | Blaž Rola       | Mitchell Krueger Eric Quigley       | 6:4, 4:6, [19:17] |
| 6.  | 8. November 2015   | Charlottesville | Hartplatz (i) | Tennys Sandgren | Peter Polansky Adil Shamasdin       | 3:6, 6:4, [10:5]  |